# Saldae
Saldae est le nom antique de l'actuelle ville de Béjaïa en Algérie.

## Présentation
À l'aurore de l'ère chrétienne, le nom de Saldae, Béjaïa antique, apparaît chez Strabon et Pline l'Ancien. Elle fait partie alors du domaine de Juba II, roi de Maurétanie. L'empereur Auguste y fonde une colonie en y installant des vétérans.
Les Romains vinrent au début de notre ère. Immédiatement au sud de la plage où se trouvait le comptoir phénicien, sur un promontoire rocheux, ils développèrent une ville qui fut nommée Saldae, l'actuelle Béjaïa. Cette ville est un ancien évêché, aujourd'hui siège titulaire (de).